# Moloschky
Moloschky (ukrainisch Молошки; russisch Молошки Moloschki, polnisch Zbadyń) ist ein Dorf in der westukrainischen Oblast Lwiw mit etwa 90 Einwohnern.
Am 12. Juni 2020 wurde das Dorf ein Teil der neu gegründeten Stadtgemeinde Horodok im Rajon Lwiw, bis dahin gehörte es mit dem Dorf Rodatytschi zur gleichnamigen Landratsgemeinde Rodatytschi (Родатицька сільська рада/Rodatyzka silska rada) im Rajon Horodok.

## Geschichte
Der Ort wurde im Jahre 1437 als Zbadin in distr. Leopol. urkundlich erwähnt, danach folgten die Erwähnungen als Sbadzin (1454), Zbadyn (1469) oder Badyn alias Zbadzin (1661–1665). Der ursprüngliche besitzanzeigende Name Zbadyn war durch den ukrainischen Personennamen *Збада vom Verb *збадаті (vergleiche пробадаті – durchstechen) abgeleitet.
Der Ort gehörte zunächst zum Lemberger Land in der Woiwodschaft Ruthenien der Adelsrepublik Polen-Litauen. Bei der Ersten Teilung Polens kam das Dorf 1772 zum neuen Königreich Galizien und Lodomerien des habsburgischen Kaiserreichs (ab 1804).
Im Zuge der Josephinischen Kolonisation oder etwas später um 1800 wurden auf dem südöstlichen Grund des Dorfes deutsche Kolonisten lutherischer Konfession angesiedelt. Die Kolonie wurde Kuttenberg genannt und wurde zu einem Weiler der Gemeinde Zbadyń. Die Protestanten gehörten der Pfarrgemeinde Hartfeld in Evangelische Superintendentur A. B. Galizien.

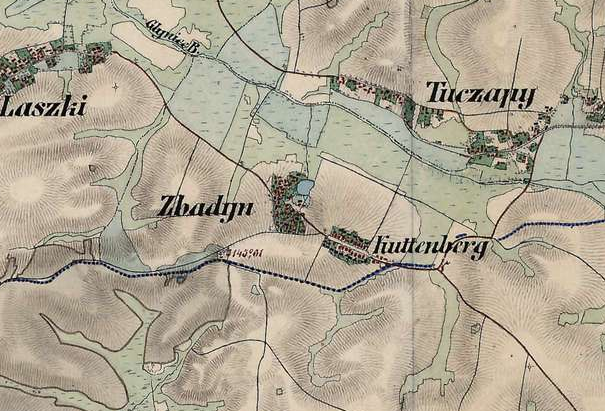
Zbadyń mit Kuttenberg auf der Franziszeischen Landesaufnahme um die Mitte des 19. Jahrhunderts

Im Jahre 1900 hatte die Gemeinde Zbadyń (damit mit dem Weiler Kuttenberg) 66 Häuser mit 373 Einwohnern, davon waren 204 ruthenischsprachig, 134 deutschsprachig, 29 polnischsprachig, 161 griechisch-katholisch, 78 römisch-katholisch, 15 Juden, 119 anderen Glaubens.
Nach dem Ende des Polnisch-Ukrainischen Kriegs 1919 kam die Gemeinde zu Polen. Im Jahre 1921 hatte sie 66 Häuser mit 405 Einwohnern, davon 244 Polen, 161 Ruthenen, 207 römisch-katholisch, 178 griechisch-katholisch, 13 evangelisch, 6 Juden (Religion).
Am 11. März 1939 wurde der Name von Zbadyń-Kuttenberg auf Zbadyń-Malinówka geändert.
Im Zweiten Weltkrieg gehörte der Ort zuerst zur Sowjetunion und ab 1941 zum Generalgouvernement, ab 1945 wieder zur Sowjetunion, heute zur Ukraine.